# Neptis asterastilis
Neptis asterastilis är en fjärilsart som beskrevs av Charles Oberthür 1891. Neptis asterastilis ingår i släktet Neptis och familjen praktfjärilar. Inga underarter finns listade i Catalogue of Life.